# توکانچه گوش‌زرد
توکانچه گوش‌زرد(نام علمی: Selenidera spectabilis) نام یک گونه از سرده توکانچه‌های دورنگی است.